# Магда Шатурова
Магда Шатурова-Сеппова (на словашки: Magda Šaturová) е словашка редакторка, преводачка, филоложка, есперантистка, поетеса, писателка, авторка на книги и помагала за изучаване на есперанто.

## Биография
Магда Шатурова-Сеппова е родена на 4 юли 1929 г. в Братислава, Словакия. Завършва през 1948 г. държавната гимназия в Ново място над Вахом. През 1952 г. завършва специалност английска филология в Философския факултет на Университета „Коменски“ в Братислава. През 1953 г. получава докторска степен по английска филология. Владее унгарски, немски, английски, френски, есперанто и италиански език.
След дипломирането си работи в периода 1952 – 1955 г. като преводач в Словашкото издателство за красива литература (сега издателство „Татран“) в Братислава, после в периода 1955 – 1986 г. в Словашкото педагогическо издателство, където редактира учебници по езици и речници. Прави преводи от английски, унгарски и есперанто.
Магда Шатурова е активен есперантист. Започва да учи есперанто на 16-годишна възраст, а 20-годишна води курс по есперанто за възрастни в Чехия. По-късно преподава в няколко курса и летни училища. През 1947 г. става член на Световната есперанска асоциация като делегат по лингвистика, литература и католицизъм. Съосновател е и организиратор на словашката секция на Международната асоциация на католическите есперантисти (IKUE), като е национален представител на организацията от 1990 г. Член е на Международната академия на науките в Сан Марино. Води курсове по есперанто в Университет Коменски. Тя е популяризатор и главен редактор на словашкото издание на „Slovaka Antologio“, което представя преглед на словашката литература в превод на есперанто.
За дейността ѝ през 1987 г. е удостоена със сребърен медал от Словашката асоциация по есперанто. По време на 89-ия световен конгрес по есперанто е обявена за почетен член на Световната есперанска асоциация.
Омъжена е за д-р есперантиста Франтишек Шатуро. Имат 3 деца – Томаш, Магда и Франтишек. Магда Шатурова умира в Братислава на 10 септември 2016 г.

## Произведения

### Книги
- Rozprávate po esperantsky: Ĉu vi parolas Esperante? (1965)
- Esperanto do vrecka (1970)
- Anglické skratky (1979)
- Esperantsko-slovenský turistický slovník (1989)
- Slovensko-esperantský turistický slovník (1991)
- Slovensko-anglický turistický slovník (1991)
- Slovensko – anglický, Anglicko – slovenský turistický slovník (1992)
- Slovensko-anglický slovník (1993)
- Esperanto pre každého (2004) – с Франтишек Шатуро
- Anglicko-slovenský slovník (2006)
- Slovensko-anglický slovník, 2007, TOPAS
- Anglicko-slovenský a slovensko-anglický mini slovník (2009)

### Преводи
- Každý zomiera sám, Дейвид Хауарт (1964)
- Hebký chvostík, Ърскин Колдуел (1966)
- Zbohom, pán profesor, Джеймс Хилтън (1967)
- Mesto ako Alice Springs, Невил Шут (1968)
- Odvážni kapitáni, Ръдиард Киплинг (1971)
- Najkrajšie prázdniny, Ищван Фекете (1974)
- Let do nebezpečenstva, Артър Хейли, Джон Касъл (1976)
- Pušky a holuby, Шандор Татай (1980)
- Dúha, Дейвид Хърбърт Лорънс (1982)
- Počuj môj plač, Милдред Д. Тейлър (1982)
- Zimné prázdniny, Ищван Фекете (1989)
- Zmluvy v Starom zákone, Михаел Коларчик (1996)
- Ježiš, Мерил Дони (1995)
- Detektívne príbehy otca Browna, Брус Маршал (1996)
- Dcéra kráľovská, Гилбърт Кийт Честъртън (2001)
- Návrat márnotratného syna, Анри Ноуен (2001)